# تونسنا

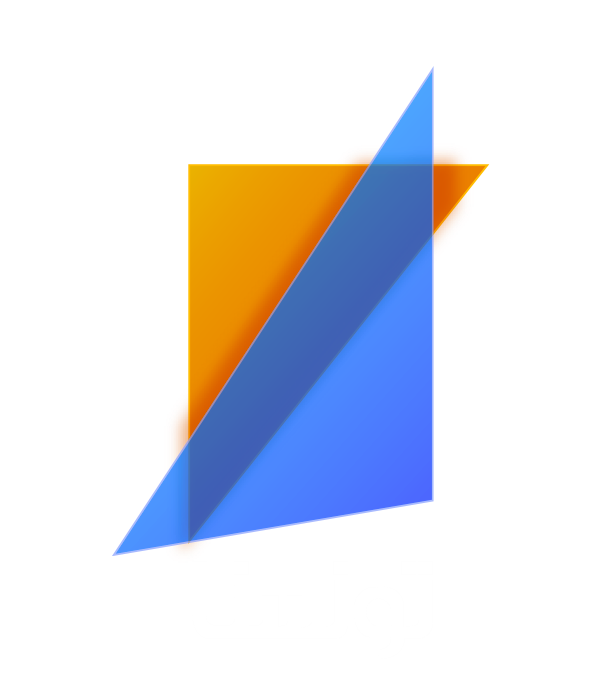

تونسنا هي قناة تلفزيونية تونسية، ناطقة باللغة العربية بشكل رئيسي. تم الإعلان عن انطلاقها في 20 مارس 2012 من قبل رجل الأعمال عبد الحميد بن عبد الله ، والذي نظم أمسية افتتاحية لقناته. كذلك تمت دعوة العديد من الشخصيات من العالم الفني لهذا الحدث، بما في ذلك تشارلز أزنافور.
في 19 مارس 2015 ، أوقفت بث برامجها بانتظار ترخيص الهايكا. ثم حصلت على إذن البث في 21 سبتمبر 2015، وفي سبتمبر 2018 تم تعيين فوزي محبولي مديرًا عامًا للقناة، وبدأ إنتاج البرنامج السياسي الأسبوعي Black List.